# Honoré Théodore Maxime Gazan
Pour les articles homonymes, voir Gazan.
Honoré Théodore Maxime Gazan, comte de la Peyrière, né le 29 octobre 1765 à Grasse en Provence et mort le 9 avril 1845 dans cette même ville, est un général français de la Révolution et de l’Empire. 
Gazan commence sa carrière militaire sous l'Ancien Régime. Au déclenchement de la Révolution française en 1789, il rejoint la Garde nationale, puis sert dans la vallée du Haut-Rhin et aux Pays-Bas. Transféré en Suisse sous les ordres de Masséna en 1799, il participe aux batailles de Winterthour et de Zurich, ce qui lui vaut d'être promu au grade de général. 
Au commencement des guerres du Premier Empire, Gazan commande une division d'infanterie de la Grande Armée. Le 11 novembre 1805, sous les ordres du maréchal Mortier, ses hommes affrontent les Russes de Koutouzov lors de la bataille de Dürenstein, au cours de laquelle ils perdent 40 % de leur effectif. Après s'être distingué au cours de la campagne de Prusse et de Pologne, le général est envoyé dans la péninsule Ibérique où il participe en 1809 à la prise de Saragosse sous la direction du maréchal Lannes. Gazan joue ensuite un rôle de premier plan dans plusieurs affrontements majeurs de la guerre d'Espagne, notamment aux batailles d'Albuera en 1811 et de Vitoria en 1813.
Pendant les Cent-Jours, Gazan se rallie après quelques hésitations au régime impérial mais n'obtient aucun commandement opérationnel. En 1815, il fait partie du conseil qui doit juger le maréchal Ney accusé de haute trahison, mais se prononce pour l'incompétence. Il s'essaye par la suite brièvement — sans succès — à la politique dans les années 1820, avant d'être élevé à la pairie et au commandement de la division militaire de Marseille. Retiré en 1832, il meurt en 1845 à Grasse, sa ville natale.

## Biographie

### Origines et début de carrière à l'armée
Fils de Joseph Gazan, avocat, Honoré Gazan naît le 29 octobre 1765 à Grasse, en Provence. Il fait ses études au collège de Sorèze où il reçoit un apprentissage militaire. À l'âge de quinze ans, le jeune Gazan est nommé sous-lieutenant dans les canonniers garde-côtes d'Antibes. En 1786, il entre finalement à la compagnie écossaise des gardes du corps du roi et, de passage à Beauvais, est initié l'année d'après à la franc-maçonnerie.
Lorsque la Révolution française éclate en 1789, Gazan retourne à Grasse et s'enrôle dans la Garde nationale. Il passe capitaine en 1790 et, en septembre de l'année suivante, est élu lieutenant-colonel du 2e bataillon de volontaires du Var. En 1792, il intègre le 2e bataillon du 27e régiment d'infanterie de ligne qui stationne d'abord à Strasbourg en vue de participer au combat sur la ligne du Rhin. Le 12 septembre, lors d'une tentative manquée de franchissement du fleuve par les troupes françaises, Gazan est félicité pour sa conduite par le général Sparre. Son bataillon participe en outre à la bataille de Wissembourg au mois de décembre 1793. Gazan, maintenu chef de bataillon au sein de la 11e demi-brigade légère, en devient le chef de brigade (colonel) le 11 mai 1794. 
En 1796, il se fait remarquer en plusieurs occasions à la tête de son unité, devenue dans l'intervalle la 10e demi-brigade légère. Lors du combat de Kuppenheim le 4 juillet, il met les Autrichiens en déroute en ordonnant à ses tambours de battre la charge ; ses adversaires, trompés quant à l'envergure de l'attaque, reculent en laissant 500 prisonniers aux mains des Français. Blessé le 22 novembre au siège de Kehl, il reste plusieurs mois en convalescence et en profite pour se marier à Strasbourg avec Madeleine Reiss le 25 février 1797. Gazan continue de servir pendant deux ans sur le Rhin avant d'être promu au grade de général de brigade le 4 avril 1799.

### De l'Helvétie à l'Italie
Ce même jour, son supérieur et ami André Masséna le fait transférer à l'armée du Danube, qui opère alors au nord-ouest du plateau suisse. Gazan y prend le commandement d'une brigade en sous-effectifs stationnée dans la petite ville de Winterthour, au nord du pays. Le général Michel Ney, un divisionnaire fraîchement promu, arrive le 26 mai pour prendre la direction des lignes avancées protégeant le gros des forces françaises à Zurich. Le lendemain, les troupes autrichiennes du général Friedrich von Hotze, fortes de 8 000 soldats aguerris, engagent les hostilités. Très vite, la brigade Gazan, déployée au centre, est submergée et doit se replier en franchissant un pont qui enjambe une petite rivière, la Töss. Tandis que l'artillerie française tente de ralentir l'avance des Autrichiens, Ney, blessé, transmet le commandement à Gazan, qui parvient à faire retraite en bon ordre. 
Quelques jours plus tard, les lignes françaises sont enfoncées par leurs adversaires lors de la première bataille de Zurich (4 juin 1799). Pressé par l'archiduc Charles, Masséna repasse la rivière Limmat ; au cours de cette opération, Gazan, attaché à la 5e division de l'armée du Danube, dirige une fois de plus l'arrière-garde,. Plus tard dans l'année, le 25 septembre, il repousse les avant-postes russes sur la Limmat au cours de la deuxième bataille de Zurich et prend part à la poursuite des Autrichiens vaincus. Nommé général de division sur le champ de bataille par Masséna, Gazan continue de servir en Suisse et s'empare de Constance le 7 octobre 1799. En 1800, il accompagne Masséna à l'armée d'Italie en tant que divisionnaire du corps de Soult. La 1re division, dont il reçoit le commandement, se compose de grenadiers piémontais, de la 30e demi-brigade légère et d'une partie des 2e, 3e et 78e demi-brigades de ligne, pour un total d'environ 4 500 hommes. Pendant que Soult fait campagne au centre et au nord de l'Italie, Masséna se trouve assiégé dans Gênes par une armée autrichienne forte de 24 000 hommes, soutenue par une escadre britannique. Soult fait alors mouvement vers l'est afin de secourir la place. Gazan se distingue à cette occasion au combat de Bochetta le 9 avril, au cours duquel il commande l'aile droite, puis au combat de Sassello le 10. À chaque fois, sa division se bat à un contre trois et essuie de lourdes pertes. Le 18 avril, il participe encore à un engagement près de Voltri. 
Dans sa tentative de lever le siège de Gênes, Soult organise plusieurs attaques contre les positions autrichiennes établies autour de la cité. À Monte Creto, le 13 mai 1800, la division Gazan et la 1re colonne du corps principal de Soult (soit approximativement 5 000 hommes) mènent un assaut contre une redoute défendue par les 7 000 soldats autrichiens du prince de Hohenzollern. Soult est fait prisonnier, le général de brigade Joseph Perrin est tué et le commandant de la cavalerie, le général Jean-Joseph Gauthier, est grièvement blessé. Cette défaite anéantit le moral de la garnison de Gênes, qui assistait au combat depuis les remparts. La nourriture se fait rare et beaucoup d'unités menacent de se révolter. La ville capitule le 5 juin et Gazan, blessé à la tête lors d'une attaque contre la redoute de la Coronata le 2 mai, fait sa jonction avec les troupes de Suchet. Il prend ensuite le commandement de la 2e division de l'armée d'Italie et contribue à la victoire française lors de la bataille de Pozzolo, où ses troupes chassent les Autrichiens du village à la baïonnette. Après la signature de l'armistice de Trévise au début de l'année 1801 et la dissolution de l'armée d'Italie au mois de juin, Gazan retourne dans ses foyers à Grasse. Il est cependant rappelé en mars 1803 pour prendre la tête de la première subdivision de la 27e division militaire en Italie, où il reste jusqu'à la proclamation de l'Empire en 1804.

### Général de l'Empire

#### Dürenstein et Iéna

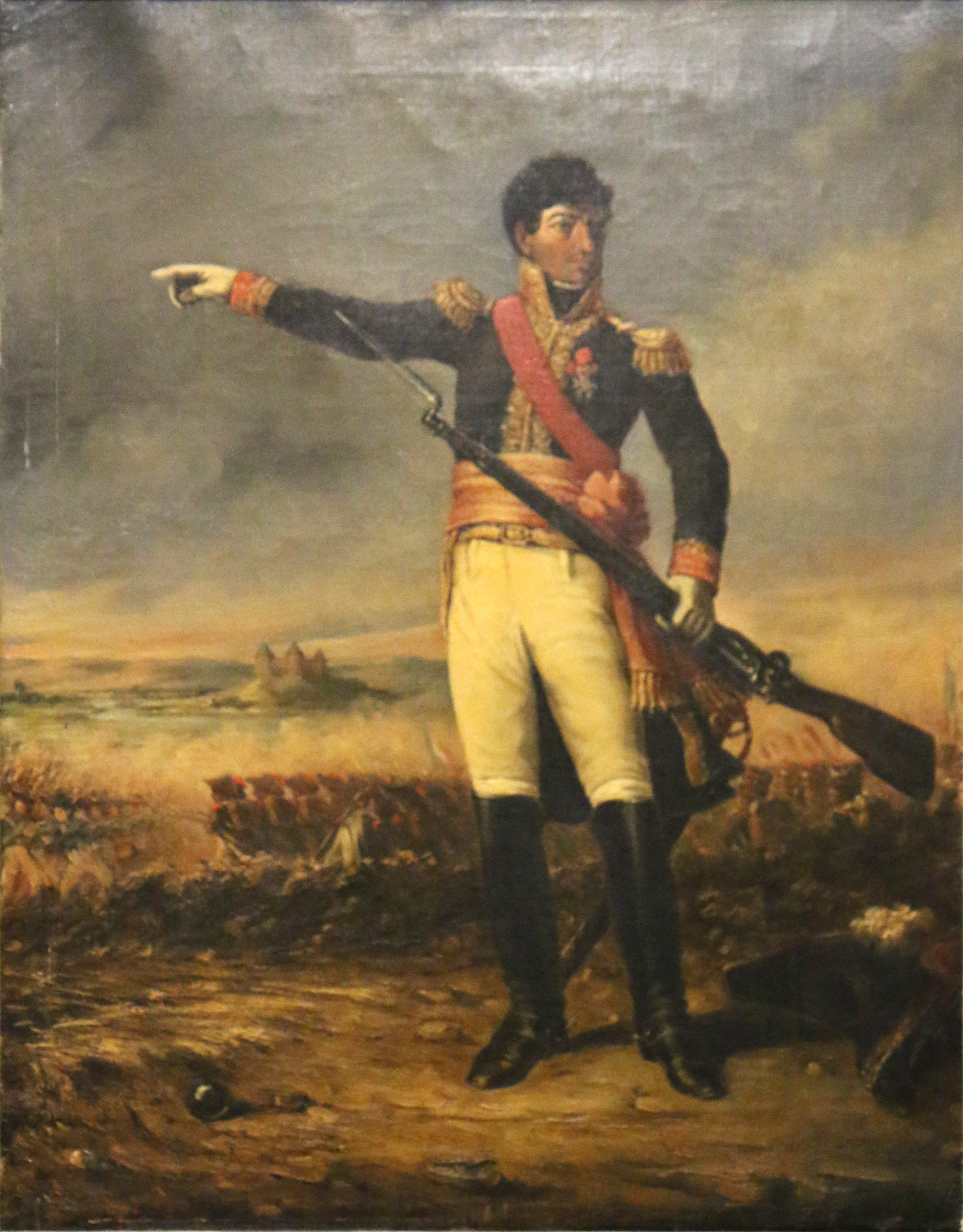
Le général Gazan à la bataille de Dürenstein, le 11 novembre 1805, par Charles Nègre.

Lors de la guerre de la Troisième Coalition, Gazan se rend à Lille pour prendre le commandement d'une division de la Grande Armée destinée à l'invasion de l'Angleterre. Affectée au Ve corps du maréchal Lannes, ses troupes participent à la manœuvre d'encerclement des Autrichiens dans Ulm en août 1805, puis forment l'avant-garde du corps du maréchal Mortier. Ce dernier, qui a franchi la rive gauche du Danube, s'est jeté sur les traces de l'armée russe de Koutouzov. Le 11 novembre, isolé du gros des troupes, la division Gazan est prise au piège par les Austro-Russes dans une vallée resserrée près du village de Dürenstein, connu pour avoir été le lieu de détention de Richard Cœur de Lion à la fin du XIIe siècle. Assailli frontalement et sur ses arrières par des forces adverses largement supérieures en nombre, Gazan combat désespérément pendant une journée entière, perdant 40 % de ses effectifs. Lui et Mortier sont finalement secourus par la division du général Dupont de l'Étang, non sans avoir laissé près de 4 000 hommes sur le terrain. En outre, 47 officiers, 895 soldats et cinq canons tombent aux mains des Austro-Russes qui récupèrent également l'aigle du 4e régiment d'infanterie de ligne ainsi que l'étendard et le guidon du 4e régiment de dragons. En récompense de sa conduite à « l'immortel combat de Dürenstein », Gazan est fait grand officier de la Légion d'honneur. Les survivants de sa division sont dirigés sur Vienne pour s'y reposer et ne participent pas à la bataille d'Austerlitz. Les troupes du général stationnent par la suite en Bavière à Wurtzbourg et Rothenburg avant le début de la guerre avec la Prusse en octobre 1806.  
Au cours de la bataille d'Iéna, la division Gazan dispute aux Prussiens la possession du village de Cospeda et contribue à la victoire française, avant d'assister à la bataille de Pultusk le 26 décembre 1806. À Ostrołęka, ses soldats prennent aux Russes trois canons et deux drapeaux mais Gazan y perd aussi l'un de ses subordonnés, le général de brigade Campana. Resté à l'écart des derniers affrontements de la campagne, la division Gazan vaque de cantonnements en cantonnements jusqu'à Brieg, en Silésie, où les excès commis par ses troupes lui valent d'être sanctionné par le maréchal Mortier. En octobre 1808, après un séjour prolongé en Allemagne, les troupes de Gazan se joignent au Ve corps en partance pour la péninsule Ibérique ; un mois plus tard, le général est fait comte de l'Empire et prend alors le nom de Gazan de la Peyrière.

#### Premières campagnes dans la péninsule Ibérique

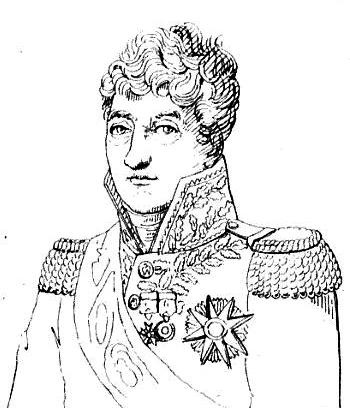
Portrait du général Gazan.

Le Ve corps entre en Espagne à la fin de l'année 1808 et participe au second siège de Saragosse au mois de décembre. Le corps de Mortier se heurte rapidement à une défense acharnée des Espagnols. La division Gazan est engagée dans plusieurs affrontements qui ont lieu autour de la cité : après avoir expulsé les défenseurs des collines de Sant Gregorio, elle progresse en direction des faubourgs mais échoue à enlever le couvent de Jésus. Avec l'arrivée du maréchal Lannes le 22 janvier 1809, les opérations s'intensifient et des progrès sensibles sont accomplis par les assiégeants, au prix de lourdes pertes. Gazan, « nuit et jour aux tranchées », est blessé le 11 février lors de l'attaque d'un couvent par ses troupes. Après deux mois de siège ininterrompus, Saragosse capitule le 20 février et est occupée par les troupes impériales le lendemain. Le Ve corps occupe ensuite la partie nord de l'Aragon.
Le général Gazan suit les mouvements du corps de Mortier au cours de l'année 1809, participant notamment à la marche contre Wellington avant de contribuer à l'écrasante victoire d'Ocaña sur les Espagnols le 19 novembre. L'invasion de l'Andalousie par les troupes françaises en janvier 1810 permet à Gazan de s'illustrer une nouvelle fois au combat en battant le général Ballesteros à El Ronquillo au mois de mars. Sa division, comme le reste du Ve corps, passe en Estrémadure où elle doit s'opposer aux incursions espagnoles. Après avoir aidé le maréchal Mortier à pacifier la région, il prend part à l'offensive de Soult sur Badajoz en 1811 et préserve en chemin le convoi d'artillerie de la menace des troupes de Ballesteros, qu'il défait à nouveau le 25 janvier à Villanueva de los Castillejos. Le 3 février, il rallie le corps de Soult qui le fait chef d'état-major de l'armée du Midi. Le 15 mars, sa division arrive devant la petite ville portugaise de Campo Maior dont elle s'empare après six jours de siège, capturant ses défenseurs et 50 canons.
Lors de la bataille d'Albuera (16 mai 1811), considérée comme la « bataille la plus sanglante de la campagne de la péninsule », la 2e division commandée par Gazan est durement malmenée par les Britanniques. Les troupes sous son commandement — deux brigades d'infanterie, une brigade de cavalerie et 40 canons — ainsi que la 1re division du général Girard sont fusillées de trois côtés en même temps par les fantassins britanniques et souffrent considérablement sous leur feu. Des témoins rapportent que les cadavres s'entassent jusqu'à former des piles de trois à quatre hommes de hauteur. La formation en colonne se révèle à cette occasion inadaptée, les Français n'alignant que 360 fusils contre 2 000 pour leurs adversaires rangés sur deux lignes. Les deux divisions échappent toutefois à la destruction lorsque la brigade Colborne, s'avançant pour tirer à bout portant sur les colonnes françaises, est chargée sur ses arrières par le 2e régiment de hussards et les lanciers polonais de la Vistule. Prise au dépourvue, la brigade Colborne ne peut former les carrés à temps et est anéantie. Ce succès significatif ne masque pas les pertes énormes essuyées par la 2e division, qui abandonne également cinq drapeaux aux mains de l'ennemi. Le général Gazan, blessé au cours de la bataille, retourne à Séville où il continue d'assurer ses fonctions de chef d'état-major durant sa convalescence.

#### Gazan en Espagne: l'année 1813

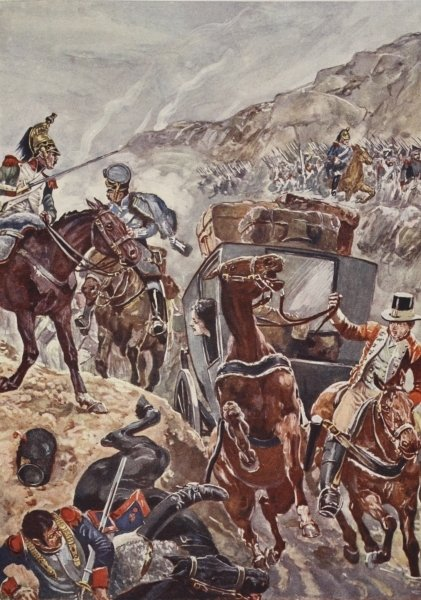
Retraite de l'armée française après la bataille de Vitoria. Le repli s'effectue dans des conditions particulièrement précaires, aggravées par la perte du train d'approvisionnement.

Le 1er mars 1813, Gazan est nommé commandant en chef de l'armée du Sud après le départ de Soult pour l'Allemagne. La progression de Wellington contraint les Français à se retirer vers le nord mais le roi Joseph Bonaparte, désireux de livrer bataille à l'Anglais, fait établir une longue ligne défensive sur les hauteurs de Puebla. L'armée du Portugal est postée sur le flanc gauche tandis que l'armée du Centre commandée par le général Drouet d'Erlon et l'armée du Midi prennent position sur le flanc sud. Le 21 juin a lieu la bataille de Vitoria. Voyant les colonnes anglo-espagnoles de Hill et de Morillo s'avancer par le sud en direction du débouché de la vallée, Gazan et Drouet d'Erlon font demander des renforts au maréchal Jourdan qui refuse, invoquant la possibilité d'une attaque sur le flanc opposé. Les deux commandants s'opposent à leur tour sur la manière de faire face à la menace. Au début de la bataille, alors que l'armée du Portugal est obligée de céder du terrain, Joseph se rend compte que son aile sud ne peut tenir face à l'offensive anglo-espagnole et ordonne à Gazan, attaqué vigoureusement par Hill et Morillo, de se replier en bon ordre.
Le repli prématuré de l'armée du Sud crée une brèche dans le dispositif français et compromet sérieusement la position de d'Erlon au centre. Ce dernier s'accroche un moment au terrain, mais les unités françaises sont repoussées les unes après les autres jusqu'à l'effondrement quasi complet des troupes impériales. La retraite escomptée par Joseph se transforme en déroute et Gazan doit abandonner toute son artillerie, dans ce qui constitue le dernier fait d'armes de sa carrière militaire. Les Alliés mettent la main sur le grand convoi abandonné par les Français et capturent de nombreux prisonniers, parmi lesquels l'épouse du général Gazan qui est toutefois remise en liberté par Wellington et parvient à rejoindre son mari quelques jours plus tard. La perte du train d'approvisionnement est un coup dur pour l'armée napoléonienne : Gazan lui-même raconte que les officiers généraux et leurs subordonnés « en étaient réduits à leurs sous-vêtements et la plupart d'entre eux marchaient pieds nus » ; la faim et les maladies font également des ravages au sein de la troupe. En juillet 1813, Soult reprend la direction des opérations dans les Pyrénées et Gazan sert auprès de lui en tant que chef d'état-major jusqu'à l'abdication de Napoléon en avril 1814.

### Les Cent-Jours et fin de carrière
Lors de la Première Restauration, Gazan est nommé inspecteur général d'infanterie et se voit décerner la croix de l'ordre de Saint-Louis et la grand-croix de la Légion d'honneur. Ayant refusé les offres de service faites par le roi, il se trouve à Grasse lors du débarquement de l'Empereur à Golfe-Juan au mois de mars 1815. Il décide alors de rejoindre l'armée du duc d'Angoulême, mais cette dernière est dissoute peu après et le général se rallie sans enthousiasme au nouveau régime. Élevé à la pairie le 2 juin, Gazan refuse plusieurs postes susceptibles de le compromettre aux yeux des Bourbons avant d'être finalement chargé de l'inspection des dépôts et places fortes dans la Somme. Le 4 juin 1815, le maréchal Lefebvre et lui sont chargés de porter à l'armée l'adresse des représentants.
Après la fin de la guerre et le retour des Bourbons, le maréchal Jourdan persuade Gazan de se joindre au conseil de guerre réuni le 9 novembre 1815 pour juger le maréchal Ney, accusé de haute trahison. Irrité par l'attitude des maréchaux pendant les Cent-Jours, Louis XVIII est en effet déterminé à faire un exemple de Ney qui, malgré son serment d'allégeance à la monarchie en 1814, s'est empressé de rejoindre l'Empereur et de le servir pendant la campagne de Waterloo. Gazan, un des premiers généraux de brigade à avoir servi sous ses ordres lors de la bataille de Winterthour en 1799, est toutefois un ami de longue date du maréchal. Alors que le gouvernement du roi réclame avec insistance une condamnation, les membres du conseil se déclarent incompétents par 5 voix contre 2 et reportent le jugement devant la Chambre des pairs. Gazan est parmi ceux qui se prononcent pour l'incompétence. 

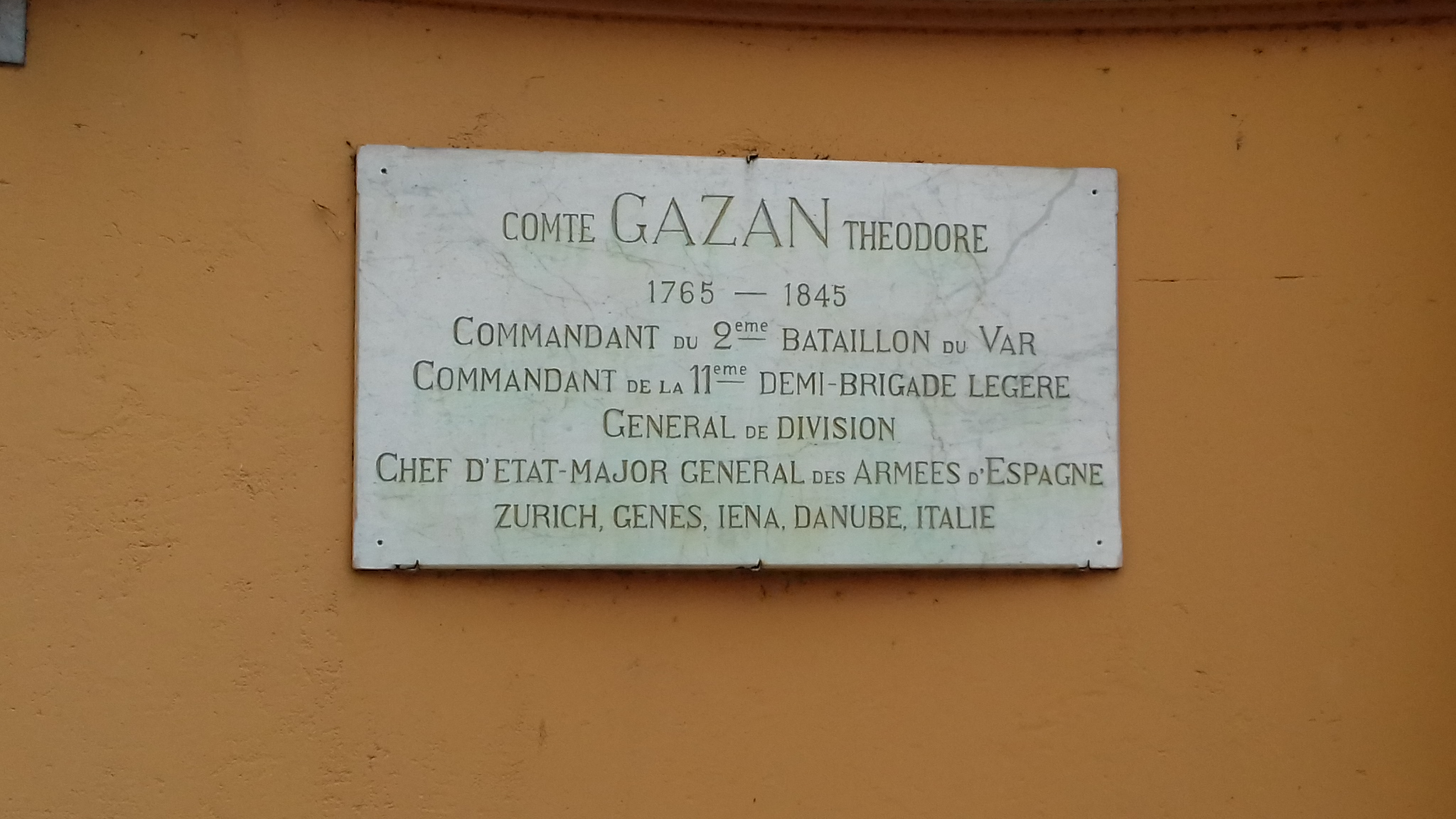
Plaque sur la caserne Gazan à Antibes.

Le général, à qui il est reproché son attitude lors du procès et sa conduite suspecte durant les Cent-Jours, est placé en non-activité le 24 janvier 1816 et est exclu de la Chambre des pairs. Resté sans emploi jusqu'en 1825, date à laquelle il est admis à la retraite, il tente de participer sans succès à la vie politique locale. La situation évolue en 1830 à la faveur de la révolution de Juillet : le nouveau roi des Français, Louis-Philippe Ier, confie à Gazan le commandement de la 8e division militaire de Marseille au mois de décembre et lui redonne sa pairie en novembre 1831. En juin de l'année suivante, Gazan se retire définitivement de la vie militaire et regagne sa ville natale, dont il est élu président du collège électoral en 1837. Il meurt à Grasse le 9 avril 1845, à l'âge de 79 ans. Son nom est inscrit sur le côté sud de l'arc de triomphe de l'Étoile, à Paris.

## Généalogie
Il est le fils de Joseph Gazan, subdélégué de l'intendant de Provence à Grasse, franc-maçon et d'Anne-Claire Luce. Il épouse en 1799 Marie Resit (+1831), dont :
- Madeleine Claire Gazan de la Peyrière (1803-1853) x 1822 Pierre Joseph Charles Amie
- Clément Adolphe Gazan comte de la Peyrière (1804-1889)
- Eugène Francois Henri Gazan de la Peyrière (1809-1887) x Marie Justine Françoise Seystres
- Théodore François Gazan de la Peyrière (+1829)
- Jean Théodore Napoléon Gazan baron de la Peyrière (1811-1881) x 1836 Pauline Thérèse Seystre.